# SC Bregenz
El SC Schwarz-Weiß Bregenz, llamado Rivella Sports Club Bregenz por razones de patrocinio, es un equipo de fútbol de Austria que juega en la 2. Liga, la segunda liga más importante del país.

## Historia
Fue fundado en el año 1919 en la ciudad de Bregenz con el nombre FC Vorarlberg, hasta el 2005, cuando fue refundado con el nombre actual y ha militado en la Bundesliga en 13 temporadas.
A nivel internacional ha participado en 2 torneos continentales, donde su mejor participación ha sido en la Copa Intertoto de la UEFA 2002, en la que fue eliminado en la Segunda ronda por el Torino de Italia.

## Participación en competiciones de la UEFA
| Temporada | Torneo         | Ronda | Club                  | Marcador |
| --------- | -------------- | ----- | --------------------- | -------- |
| 2002      | Copa Intertoto | 1     | Enosis Neon Paralimni | 3:1, 2:0 |
| 2002      | Copa Intertoto | 2     | Torino                | 1:1, 0:1 |
| 2004      | Copa Intertoto | 1     | Khazar Universiteti   | 0:3, 1:2 |

### Récord Europeo
| Torneo         | J | G | E | P | GF | GC |
| -------------- | - | - | - | - | -- | -- |
| Copa Intertoto | 6 | 2 | 1 | 3 | 7  | 8  |
| Total          | 6 | 2 | 1 | 3 | 7  | 8  |

## Jugadores

### Jugadores destacados
| - Jan Ove Pedersen - Axel Lawarée - Gunther Schepens - Almir Tolja (2002–2005) - Olivier Nzuzi (2002–2005) - Andrija Anković (1968–1969) - Jiří Rosický (2000–2003) - Lars Winde (2001–2002) | - Mirko Dickhaut (2003–2005) - Samed Abdul Awudu - Armand Benneker (2000–2002) - Stefan Jansen - Erik Regtop - Hans van de Haar - Bjørn Otto Bragstad - Dejan Grabič (2004–2005) |